# Friedrich Soennecken
Friedrich Soennecken (Iserlohn, 20 de setembro de 1848 - Bonn, 2 de julho de 1919) foi um empresário e inventor alemão. Foi o fundador da empresa Soennecken, em 1875, gigante alemã de produtos para escritório. Como inventor, desenvolveu um estilo de caligrafia e um recipiente para caneta tinteiro, entre outras inovações. Mas ficou eternamente conhecido por ter patenteado o furador de papel, em 14 de novembro de 1886.

## Vida
Soennecken nasceu em Iserlohn -Dröschede, Sauerland em 1848, filho de um ferreiro. Em 27 de maio de 1875 ele fundou a F. Soennecken Verlag, uma empresa comercial em Remscheid, Westphalia.

Ele é mais conhecido pela reintrodução de um estilo de caligrafia Rundschrift (escrita redonda) e pela ponta de caneta larga associada a ele. Embora a escrita ronde renderizada com pena tenha se originado no final do século XVI na França e tenha sido amplamente usada no país ao longo dos séculos XVII e XVIII, sua popularidade caiu após a invenção de uma caneta pontiaguda produzida em massa de aço no início do século XIX.

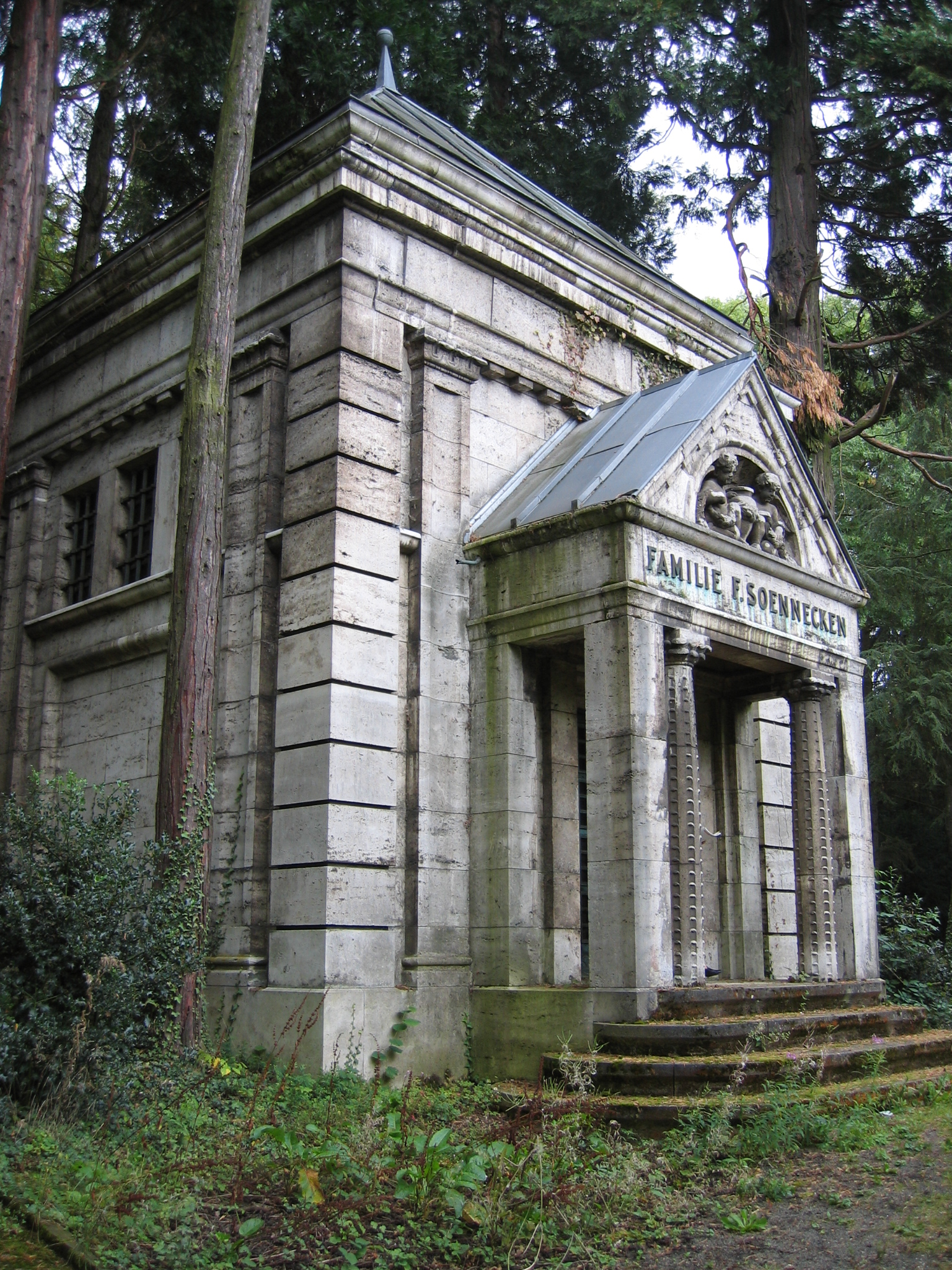
Mausoléu da família Soennecken no Poppelsdorfer Friedhof

A escrita redonda foi projetada para ser um estilo de caligrafia padronizado e visualmente atraente, fácil de aprender e executar, e Soennecken publicou livros sobre o assunto em vários idiomas. Como resultado, a caneta de ponta larga (desta vez de aço) voltou a ser popular não apenas na Alemanha, mas também na França, Rússia e em outros lugares; os escribas do Ministério das Finanças francês usaram-no até logo após a Segunda Guerra Mundial.

Escrita redonda de Soennecken

Soennecken também introduziu o furador de dois furos e o fichário. Em 1876, ele e sua empresa se mudaram para Poppelsdorf, perto de Bonn, para ficar mais perto da Universidade, que mais tarde lhe concedeu o título honorário de Dr. med. hc.

Soennecken morreu em Bonn em 1919.

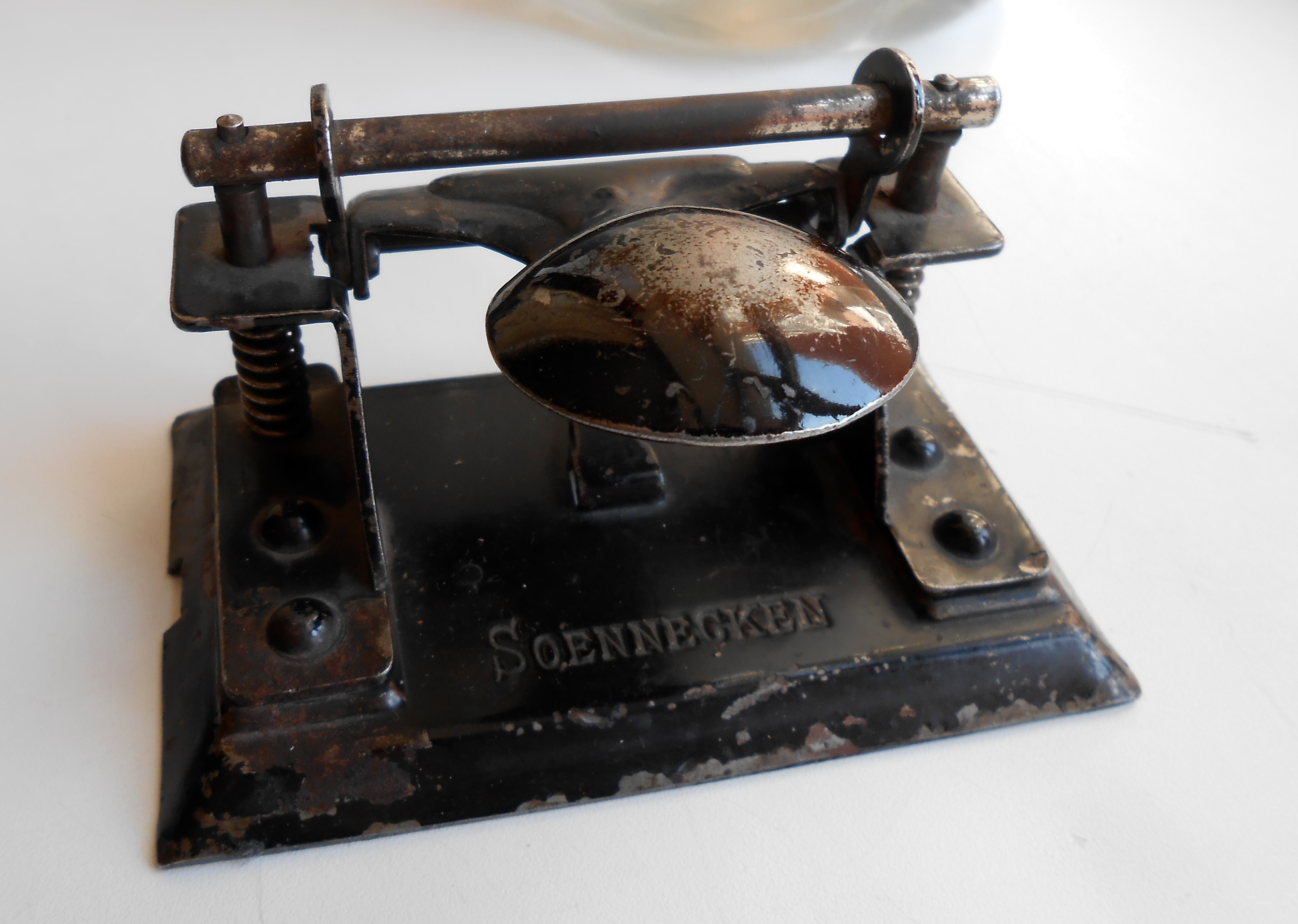
Furador de Papel

Está sepultado no Poppelsdorfer Friedhof em Bonn.

## Literatura
- Hans Schreiber: Soennecken Alphabete No. 7 (Neue Rundschrift), Verlag Soennecken, Zurich, approx. 1930

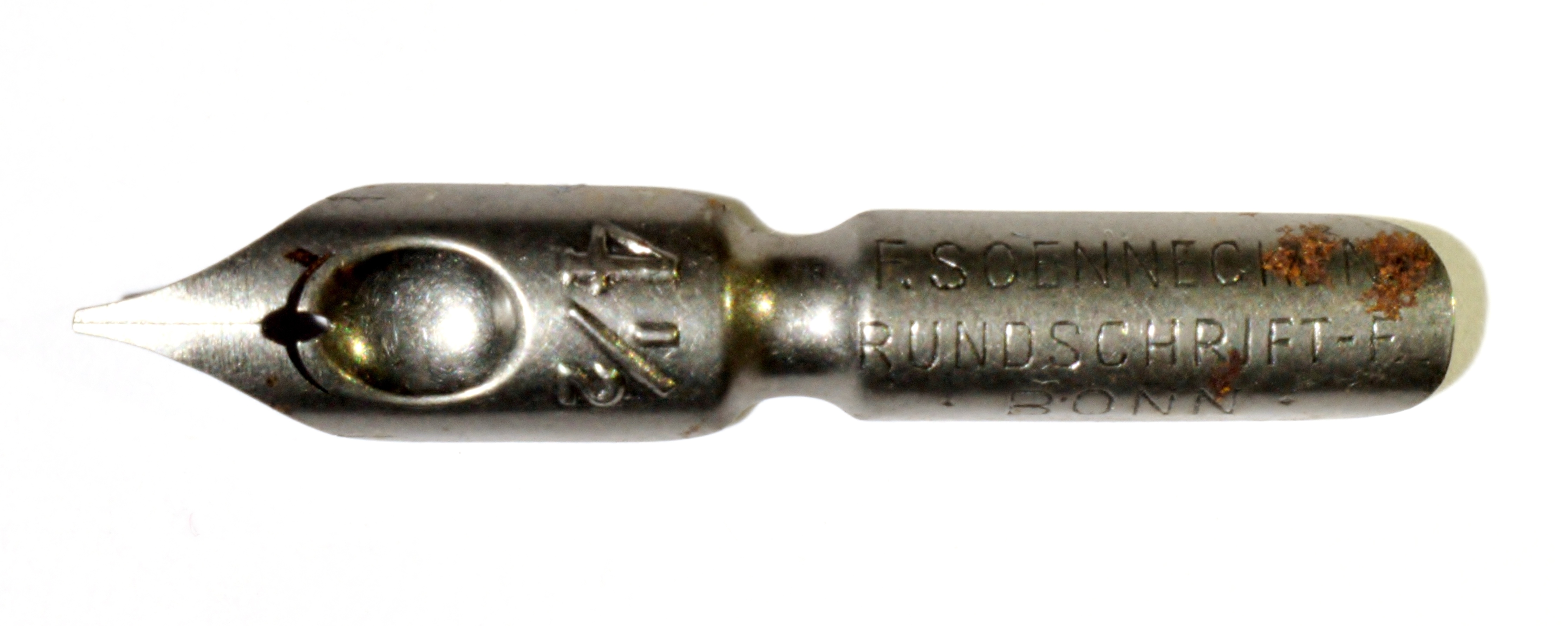
Uma caneta reta comprimida para Rundschrift produzida por Soennecken